# Ignace (Ontario)
Ignace – gmina (ang. township) w Kanadzie, w prowincji Ontario, w dystrykcie Kenora.
Powierzchnia Ignace to 72,67 km².
Według danych spisu powszechnego z roku 2001 Ignace liczy 1709 mieszkańców (23,52 os./km²).